# ГЕС Гільгель-Гібе II
ГЕС Гільгель-Гібе II – гідроелектростанція в Ефіопії. Знаходячись між ГЕС Гільгель-Гібе I та ГЕС Гільгель-Гібе III, входить до складу каскаду у сточищі річки Омо, яка впадає до безстічного озера Туркана. 
В межах проекту річку Гільгель-Гібе (правий витік Омо) перекрили бетонною гравітаційною греблею висотою 55 метрів та довжиною 168 метрів, яка потребувала 112 тис м3 матеріалу та утримує водосховище з об’ємом 1,9 млн м3.  
Від розташованого на правому березі сховища водозабору починається дериваційний тунель довжиною 25,8 км з діаметром 6 метрів, який переходить у два напірні водоводи довжиною по 1,1 км зі спадаючим діаметром від 3,6 до 2,8 метра. В системі також працює вирівнювальний резервуар висотою 96 метрів з діаметром 18 метрів.
Машинний зал станції знаходиться вже на правому березі Омо нижче від злиття її витоків (при цьому відстань між греблею та залом по руслам Гілгель-Гебе та Омо становить біля 125 км). Тут встановлено чотири турбіни типу Пелтон потужністю по 105 МВт, які використовують напір у 490 метрів та забезпечують виробництво 1650 млн кВт-год електроенергії на рік.